# Prima Categoria ULIC 1927-1928
La Prima Categoria ULIC 1927-1928 fu la massima serie dei tornei locali di calcio organizzati dall'ULIC. 
Alla fase provinciale parteciparono 1 051  squadre, più del doppio della stagione precedente in cui l'ULIC era ancora non dipendente dalla FIGC. 
La fase nazionale, disputata dai campioni regionali, venne vinta dalla Libertas di Mantova.

## Fase nazionale

### Qualificate
Girone Nord
- Virtus F.C. - Torino (Piemonte)
- U.S. Ponticello - Genova (Liguria)
- S.T.I.V. - San Giovanni Valdarno (Toscana)
- Libertas 23ª Legione Mincio - Mantova (Emilia)
- Giovinezza Fascista - Conegliano (Veneto)
- C.S. Orobico - Bergamo (Lombardia)

Girone Sud
- Nola (Campania)
- Palermo (Sicilia)
- Virtus Goliarda - Roma (Lazio)

Forse ci furono altre squadre del Sud a partecipare al girone Sud.

### Girone Nord
Venne vinto dalla Libertas di Mantova.

### Girone Sud
Finale Italia Meridionale
- 2 luglio 1928: Nola-Palermo 6-1

Finale Italia Centro-Meridionale
- 22 luglio 1928: Virtus Goliarda-Nola 2-0 tav.

N.B.: la partita era stata inizialmente vinta sul campo dal Nola per 2-0 ma in seguito si scoprì la posizione irregolare di un giocatore del Nola, lo svizzero Spiltzer, che in quanto svizzero non poteva partecipare al campionato. Il C.C.D. di Torino punì dunque il Nola con la sconfitta a tavolino, permettendo alla Virtus Goliarda di accedere alla finalissima.

### Finalissima
Venne vinta dal Libertas in finale contro la Virtus Goliarda di Roma.